# Wirkkörper
Wirkkörper ist der  Munitionsteil, das dazu bestimmt ist, durch kinetische Energie zu wirken.
Wirkkörper sind z. B.:
- Geschosse von Handfeuerwaffen
  - Voll- und Teilmantelgeschosse
  - Schrotkugeln
- Wuchtgeschosse
  - KE-Penetrator der Panzerkanone
  - P-Ladung in Panzerabwehrrichtmine oder Suchzünder-Munition für die Artillerie
- Splitter von Granaten oder Gefechtsköpfen
- Exoten in der heutigen Waffentechnik wie Bumerang, Pfeil, Speer, Diskus oder der Stein aus Davids Schleuder[2]